# Bipartidarismo
O bipartidarismo é uma situação política em que apenas dois partidos dividem o poder, ou constitucionalmente ou de facto, sucedendo-se em vitórias eleitorais em que um deles conquista o governo do país e o outro ocupa o segundo lugar nas preferências de voto, passando a ser a oposição oficial e institucionalizada.
Esta situação depende de estes dois partidos atraírem quase exclusivamente a atenção da mídia e da opinião pública, passando os demais partidos despercebidos pela maior parte da população.
Existem graus sobre o bipartidarismo, sendo alguns sistemas políticos mais bipartidaristas que outros. Em geral, em certa medida, a maioria dos sistemas favorecem este fenômeno, embora alguns sejam organizados, desde a raiz, de forma a provocar a polarização do eleitorado.

## História
O bipartidarismo tradicional nasce após Revolução Francesa. Com maior ou menor êxito, foram sendo implantados intermitentemente na Europa parlamentos bipartidaristas nos quais se apresentaram sempre dois blocos opostos: conservadores e liberais. Os primeiros tentavam sempre conservar os privilégios da nobreza e da aristocracia, enquanto os segundos pretendiam equiparar os direitos da burguesia. Houve vários momentos assim, por exemplo, na Inglaterra, na Espanha e no Brasil.
Em todos esses sistemas, o povo — ainda analfabeto em larga medida — permaneceu incapaz de influenciar no poder político. Com o advento do marxismo, o bipartidarismo foi rompido na maioria das democracias europeias, já que uma terceira força social, a massa operária ou proletariado, passou a exigir representação. O sufrágio feminino, na virada do século XIX para o XX, também contribuiu para desagregar ainda mais o mapa político europeu. A tendência em quase todos os países era a de modernizar seus sistemas para levar em conta a nova realidade social e, sobretudo, para evitar que houvesse mais revoluções proletárias.
Contudo o espectro político, mesmo numa pluripartidarismo, tende a encaminhar-se para uma partidocracia.

## Sistemas bipartidários

### Brasil
Historicamente, o Brasil teve um sistema bipartidário durante a maior parte de sua ditadura militar (1964-1985), entre 1966 e 1979, quando havia apenas a Aliança Renovadora Nacional (ARENA) e o Movimento Democrático Brasileiro (MDB). Oficialmente, o Ato Institucional Número Dois (AI-2), decretado em 1965, permitia a fundação de outros partidos políticos, mas criava pré-requisitos (como a exigência de 20 senadores e 120 deputados federais para se fundar um novo partido), o que na prática impedia a existência de mais do que duas agremiações.
Assim, em 1966 os partidos extintos no ano anterior (UDN, PSD, PTB, PSB, PSP, entre outros) foram obrigados a se reorganizar em dois grupos: um alinhado com o regime militar (a ARENA) e outro na oposição consentida (o MDB). Como os políticos mais à esquerda e nacionalistas haviam sido cassados com os decretos do AI-1 e AI-2, logo após o golpe, sobraram apenas os considerados mais "dóceis" aos olhos do regime. Os políticos conservadores (a maioria da UDN, mas também alguns do PSD) formaram a ARENA, enquanto os de centro-esquerda e liberal-democratas se juntaram ao MDB.
As eleições sob o bipartidarismo foram rigorosamente controladas, para dificultar a vitória da oposição e garantir a maioria absoluta da ARENA no Senado e na Câmara dos Deputados. Em 1966, a ARENA elegeu 19 dos 22 governadores elegíveis (além de quatro nomeados diretamente pelo presidente da República). O controle se ampliou com a entrada em vigor do Pacote de Abril, em 1977, quando o regime, com receio de sofrer uma derrota eleitoral e perder a maioria no Congresso Nacional, criou a figura do "senador biônico" (nomeado pelo governo, sem a realização de eleições).
Uma anedota comum na época do bipartidarismo era dizer que no Brasil havia "o partido do sim" (o MDB) e o "partido do sim, senhor" (a ARENA). A piada sugeria que não havia oposição de fato, apenas uma posição de consentimento e outra de submissão.
O bipartidarismo foi extinto pela Lei nº 6 767 de 20 de dezembro de 1979. Em 1985, os partidos autodenominados socialistas e comunistas foram novamente legalizados.
Em 1966, foi instituído o sistema de sublegenda, que permitia aos partidos terem mais de um candidato em eleições majoritárias. Inspirado na Ley de Lemas, de países como o Uruguai, os votos dos menos votados eram transferidos depois ao mais votado do mesmo partido, o que permitia a eleição do menos escolhido no geral. O instituto foi uma forma de mitigar o artificialismo e heterogeneidade entre as correntes partidárias no pós-bipartidarismo, presente principalmente na ARENA. Foi revogado em 1986.

### Reino Unido

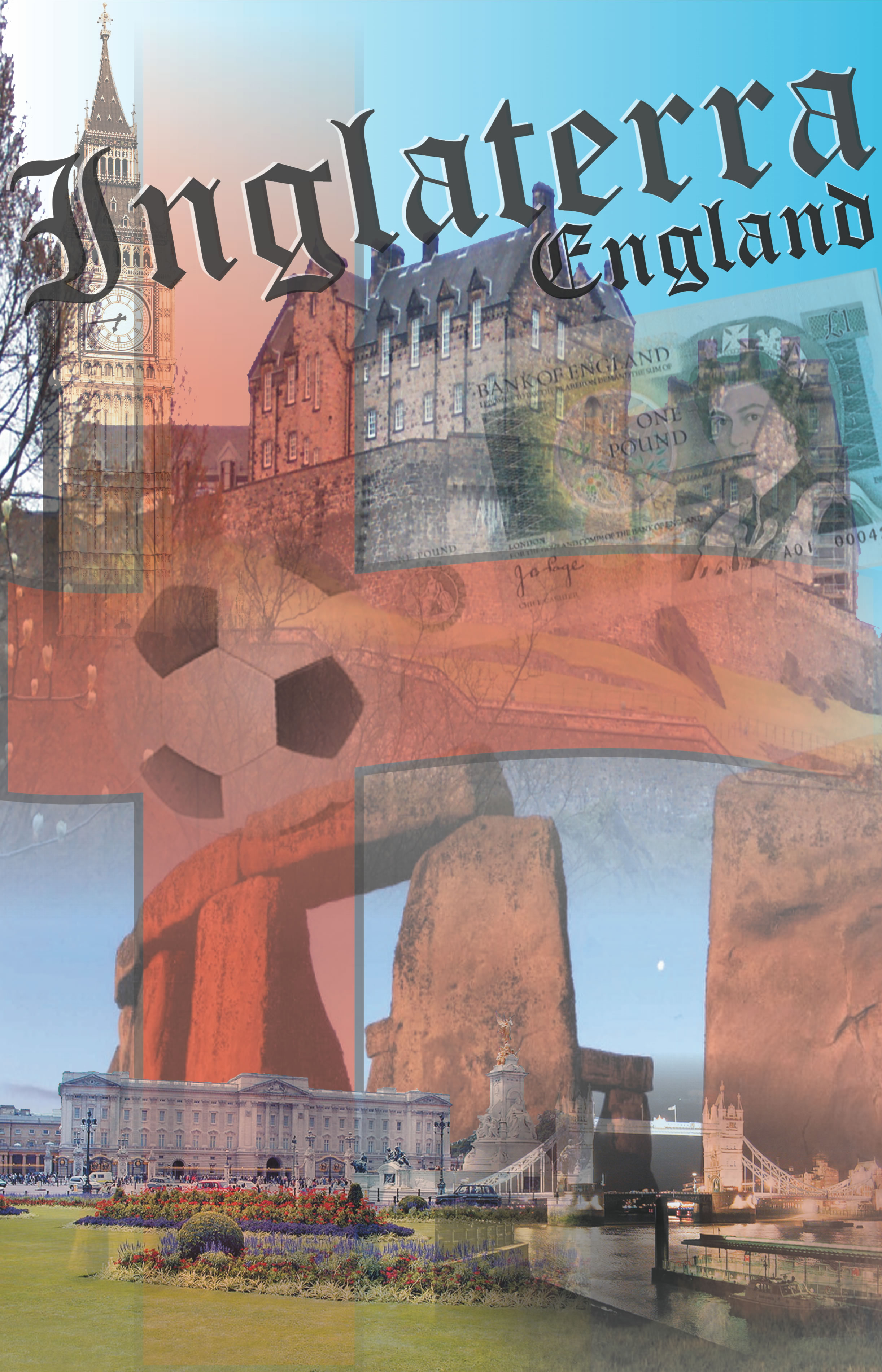

Claramente bipartidarista no início, com conservadores (tories) e liberais (whigs) alternando-se no poder, no final do século XIX surgiram os trabalhistas como terceira força política. Pouco a pouco, ganharam relevância até o ponto de, nas últimas décadas, terem se alternado no poder com os conservadores. Por outro lado, atualmente o sistema britânico, ainda que bastante alterado desde então, mantém suas instituições essencialmente quase intactas. A Câmara dos Lordes e a Câmara dos Comuns, por exemplo, continuam sendo iguais na organização e estética que séculos antes. Na realidade, as mudanças nunca haviam sido nos fundamentos do sistema, apenas retoques para adaptar-se aos tempos. No século XIX o bipartidarismo inglês formava respectivamente o partido liberal e conservador. No século XX o bipartidarismo foi mantido seguindo a tradição política, existido apenas dois partidos políticos de peso no parlamento inglês: o partido trabalhista e o partido conservador.

### Estados Unidos
Se o sistema partidário britânico é um bipartidarismo clássico monárquico já que respeita e se submete formalmente à instituição da coroa, o sistema norte-americano é um típico exemplo de bipartidarismo presidencialista com essência republicana. Este sistema permanece ainda mais intacto em relação a como foi criado pelos fundadores dos EUA (founding fathers). De fato, a evolução do sistema foi a de acentuar este bipartidarismo já que cada vez são necessárias maiores somas de dinheiro para poder fazer política. Na atualidade só existem dois grandes partidos, conhecidos como Partido Democrata e Partido Republicano que obtenham um respaldo superior a 5% (necessário para obter a subvenção eleitoral do tesouro público). A situação se fez patente nas eleições do ano 2000, quando o candidato Ralph Nader prejudicou Al Gore contra seu adversário George W. Bush. O povo reivindica um terceiro partido, mais entre democratas do que republicanos e critica a corrupção da cobertura das primárias dos 2 partidos.